# Думбревень (Вранча)
Думбревень, Думбревені (рум. Dumbrăveni) — село у повіті Вранча в Румунії. Адміністративний центр комуни Думбревень.
Село розташоване на відстані 147 км на північний схід від Бухареста, 17 км на південь від Фокшан, 73 км на захід від Галаца, 116 км на схід від Брашова.

## Населення
За даними перепису населення 2002 року у селі проживала 1781 особа. Усі жителі села рідною мовою назвали румунську.
Національний склад населення села:
| Національність | Кількість осіб | Відсоток |
| -------------- | -------------- | -------- |
| румуни         | 1763           | 99,0%    |
| цигани         | 17             | 1,0%     |

## Відомі особистості
В поселенні народився:
- Дуіліу Замфіреску (1858-1922) — румунський поет, прозаїк, драматург, політик і дипломат.